# 515年
| 千纪： | 1千纪                                                                                           |
| 世纪： | 5世纪 \| 6世纪 \| 7世纪                                                                         |
| 年代： | 480年代 \| 490年代 \| 500年代 \| 510年代 \| 520年代 \| 530年代 \| 540年代                       |
| 年份： | 510年 \| 511年 \| 512年 \| 513年 \| 514年 \| 515年 \| 516年 \| 517年 \| 518年 \| 519年 \| 520年 |
| 纪年： | 乙未年（羊年）；北魏延昌四年；柔然建昌八年；南朝梁天监十四年；高昌义熙六年                      |

## 大事记
- 法慶事件，沙門法慶、惠暉在渤海李歸伯的支持下，率鄉人起兵于武邑阜城。

## 出生
- 斛律光，北齐司空、司徒、太尉、大将军、太傅、太保、丞相（572年逝世）
- 宇文护，西魏司空、大将军，北周大司马、晋国公（572年逝世）

## 逝世
- 魏宣武帝，北魏皇帝
- 高肇，北魏将军